# Franz von Waldburg-Wolfegg-Waldsee
Franz von Waldburg-Wolfegg-Waldsee, III principe di Waldburg-Wolfegg-Waldsee (Wolfegg, 11 settembre 1833 – Waldsee, 14 dicembre 1906), è stato un principe e politico tedesco.

## Biografia
Franz era figlio del principe Friedrich von Waldburg-Wolfegg-Waldsee (1808 - 1871) e di sua moglie, la contessa Elisabeth von Königsegg-Aulendorf (1812 - 1866).
Nel 1864, prima di succedere ai titoli di suo padre, iniziò ad interessarsi di politica entrando come membro di diritto nella Camera dei Signori di Stoccarda in rappresentanza di suo padre che, come anche suo nonno, aveva sempre mostrato indifferenza per la politica locale. Nel 1871, alla morte del padre, gli succedette come principe di Waldburg-Wolfegg-Waldsee. Fece parte di diverse commissioni della Camera, tra cui quella relativa al Trattato di Versailles dopo la vittoria sulla Francia di Napoleone III e quella sulla legittimazione del nuovo impero tedesco che andò costituendosi nel medesimo anno, quella economica, quella sull'amministrazione interna dell'impero e sulla legislazione giudiziaria. Come tutti i membri della sua famiglia il principe Franz fu sempre fortemente legato al cattolicesimo ed ai suoi valori. Per questo motivo, nell'ex monastero di Heggbach nei pressi di Biberach, decise di istituire la congregazione delle Suore della Carità di Reute con lo scopo di prendersi cura dei poveri, delle persone con ritardi mentali e degli epilettici. Il principe Franz e la sua famiglia presero parte attiva al crescente movimento dei cattolici nel Württemberg durante gli anni ottanta dell'Ottocento. Eventi notevoli furono le giornate cattoliche del Württemberg il 23 e 24 novembre 1890 che si tennero a Ulma e la celebrazione della Pentecoste dell'anno 1892 a Ravensburg, organizzate dai cattolici dell'Alta Svevia.
Il regno di Württemberg però,  guidato da sovrani di fede evangelica, vietò l'introduzione di monasteri maschili, cosa che si poté realizzare solo dopo il crollo della monarchia nel 1919. Grande sostenitore della scuola e dell'istruzione, il principe Franz aderì al sondaggio chiesto dai regnanti del Württemberg in merito alla possibilità o meno di abolire la supervisione della scuola da parte del clero. A partire dal 1894, aderì al Partito Cattolico di Centro. Negli ultimi anni di vita, il principe Franz venne nominato maresciallo di corte a Stoccarda e fu cavaliere d'onore e devozione del Sovrano Ordine di Malta, e ebbe l'Ordine di Federico e la gran croce dell'Ordine della Corona del Württemberg.

## Matrimonio e figli

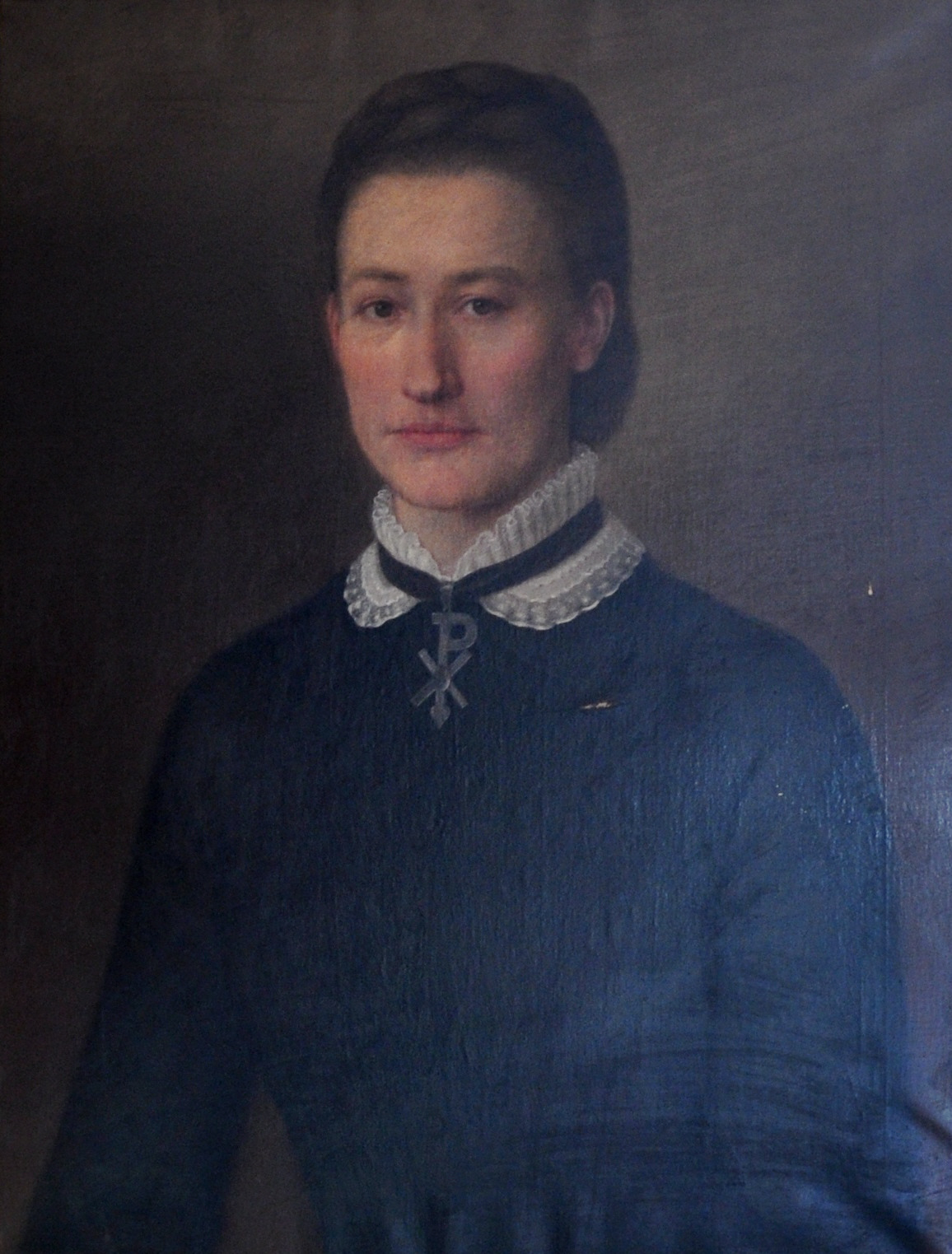
La contessa Sophie von Arco-Zinneberg

Il 19 aprile 1860 Franz sposò a Monaco di Baviera la contessa Sophie Leopoldine Ludovica von Arco-Zinneberg (1836 - 1909), figlia del conte Maximilian von Arco-Zinneberg e di sua moglie, la contessa Leopoldine von Waldburg-Zeil (1811 - 1886). La cerimonia del matrimonio venne celebrata dallo zio materno di Sophie, padre Georg Ferdinand von Waldburg-Zeil. Sophie era profondamente religiosa e avrebbe voluto entrare in convento, ma suo padre non glielo permise. Nel 1862 fondò un'associazione cattolica a Waldsee che si prendeva cura dei bisognosi, venendo soprannominata la "Madre dell'Alta Svevia". La coppia ebbe sette figli:
- Friedrich (29 settembre 1861, Zeil - 21 aprile 1895, Ditton Hall, Liverpool), entrò nell'ordine dei Gesuiti nel 1887.
- Maximilian (13 maggio 1863, Waldsee - 27 settembre 1950, Coira), IV principe di Waldburg-Wolfegg-Waldsee
- Joseph (15 marzo 1864, Waldsee - 29 aprile 1922, Waldse)
- Maria (6 novembre 1866, Waldsee – 31 luglio 1905, Roma)
- Elisabeth (3 dicembre 1867, Waldsee - 16 febbraio 1947, Weinsberg), il 5 settembre 1893 sposò a Wolfegg il conte Anton zu Stolberg-Wernigerode (23 agosto 1864, Treviri - 4 febbraio 1905, Peterswaldau).
- Ludwig (27 ottobre 1871, Waldsee - 24 giugno 1906, Baden-Baden), sposò il 17 aprile 1902 a Salisburgo la contessa von Galen (17 novembre 1881, Merano - 22 giugno 1970, Tagmersheim).
- Heinrich (30 marzo 1874, Wolfegg - 19 febbraio 1949, Sonthofen), sposò il 7 giugno 1934 a Buckfast (Inghilterra) Frederika Marvin (7 aprile 1895, Ginevra - 30 luglio 1987, Londra).

## Ascendenza
|                                                                                   |                                       |                                            | Genitori                                               |  |  | Nonni |  |  | Bisnonni                             |  |  | Trisnonni                                |  |
|                                                                                   |                                       |                                            |                                                        |  |  |       |  |  | Gebhard von Waldburg-Wolfegg-Waldsee |  |  | Maximilian Maria von Waldburg zu Waldsee |  |
|                                                                                   |                                       |                                            |                                                        |  |  |       |  |  | Gebhard von Waldburg-Wolfegg-Waldsee |  |  | Maximilian Maria von Waldburg zu Waldsee |  |
|                                                                                   |                                       | Maria Eleonore von Ulm zu Erbach           |                                                        |  |  |       |  |  | Gebhard von Waldburg-Wolfegg-Waldsee |  |  |                                          |  |
| Joseph Anton von Waldburg-Wolfegg-Waldsee, I principe di Waldburg-Wolfegg-Waldsee |                                       |                                            |                                                        |  |  |       |  |  | Gebhard von Waldburg-Wolfegg-Waldsee |  |  |                                          |  |
|                                                                                   |                                       | Maria Clara von Königsegg-Aulendorf        | Karl Sigfried von Königsegg-Aulendorf                  |  |  |       |  |  |                                      |  |  |                                          |  |
|                                                                                   |                                       | Maria Clara von Königsegg-Aulendorf        | Karl Sigfried von Königsegg-Aulendorf                  |  |  |       |  |  |                                      |  |  |                                          |  |
|                                                                                   |                                       | Maria Clara von Königsegg-Aulendorf        | Marie Friederike zu Oettingen-Spielberg                |  |  |       |  |  |                                      |  |  |                                          |  |
| Friedrich von Waldburg-Wolfegg-Waldsee, II principe di Waldburg-Wolfegg-Waldsee   |                                       | Maria Clara von Königsegg-Aulendorf        |                                                        |  |  |       |  |  |                                      |  |  |                                          |  |
|                                                                                   |                                       | Anselm Victorian Fugger von Babenhausen    | Johann Jackob Fugger von Babenhausen                   |  |  |       |  |  |                                      |  |  |                                          |  |
|                                                                                   |                                       | Anselm Victorian Fugger von Babenhausen    | Johann Jackob Fugger von Babenhausen                   |  |  |       |  |  |                                      |  |  |                                          |  |
|                                                                                   |                                       | Anselm Victorian Fugger von Babenhausen    | Maria Katharina Euphemia von Törring                   |  |  |       |  |  |                                      |  |  |                                          |  |
| Maria Josepha Fugger von Babenhausen                                              |                                       | Anselm Victorian Fugger von Babenhausen    |                                                        |  |  |       |  |  |                                      |  |  |                                          |  |
|                                                                                   |                                       | Maria Walpurgis von Waldburg zu Wolfegg    | Joseph Franz von Waldburg zu Wolfegg                   |  |  |       |  |  |                                      |  |  |                                          |  |
|                                                                                   |                                       | Maria Walpurgis von Waldburg zu Wolfegg    | Joseph Franz von Waldburg zu Wolfegg                   |  |  |       |  |  |                                      |  |  |                                          |  |
|                                                                                   |                                       | Maria Walpurgis von Waldburg zu Wolfegg    | Anna Maria Luise Charlotte zu Salm-Reifferscheidt-Dyck |  |  |       |  |  |                                      |  |  |                                          |  |
| Franz von Waldburg-Wolfegg-Waldsee, III principe di Waldburg-Wolfegg-Waldsee      |                                       | Maria Walpurgis von Waldburg zu Wolfegg    |                                                        |  |  |       |  |  |                                      |  |  |                                          |  |
|                                                                                   | Johann Ernst von Koenigsegg-Aulendorf | Hermann Friedrich von Koenigsegg-Aulendorf |                                                        |  |  |       |  |  |                                      |  |  |                                          |  |
|                                                                                   | Johann Ernst von Koenigsegg-Aulendorf | Hermann Friedrich von Koenigsegg-Aulendorf |                                                        |  |  |       |  |  |                                      |  |  |                                          |  |
|                                                                                   | Johann Ernst von Koenigsegg-Aulendorf | Maria Eleonore von Koenigsegg-Rothenfels   |                                                        |  |  |       |  |  |                                      |  |  |                                          |  |
| Franz Xavier Karl von Königsegg-Aulendorf                                         | Johann Ernst von Koenigsegg-Aulendorf |                                            |                                                        |  |  |       |  |  |                                      |  |  |                                          |  |
|                                                                                   |                                       | Maria Christina von Manderscheid           | Johann Wilhelm von Manderscheid                        |  |  |       |  |  |                                      |  |  |                                          |  |
|                                                                                   |                                       | Maria Christina von Manderscheid           | Johann Wilhelm von Manderscheid                        |  |  |       |  |  |                                      |  |  |                                          |  |
|                                                                                   |                                       | Maria Christina von Manderscheid           | Johanna Maximiliane Francisca von Limburg-Styrum       |  |  |       |  |  |                                      |  |  |                                          |  |
| Elisabeth von Königsegg-Aulendorf                                                 |                                       | Maria Christina von Manderscheid           |                                                        |  |  |       |  |  |                                      |  |  |                                          |  |
|                                                                                   |                                       | Jozsef Károlyi de Nagykároly               | Antal Károlyi de Nagykároly                            |  |  |       |  |  |                                      |  |  |                                          |  |
|                                                                                   |                                       | Jozsef Károlyi de Nagykároly               | Antal Károlyi de Nagykároly                            |  |  |       |  |  |                                      |  |  |                                          |  |
|                                                                                   |                                       | Jozsef Károlyi de Nagykároly               | Jozefa Haruckern                                       |  |  |       |  |  |                                      |  |  |                                          |  |
| Maria Anna Josepha Károlyi de Nagykároly                                          |                                       | Jozsef Károlyi de Nagykároly               |                                                        |  |  |       |  |  |                                      |  |  |                                          |  |
|                                                                                   |                                       | Maria Elisabeth von Waldstein              | Georg Christian von Waldstein                          |  |  |       |  |  |                                      |  |  |                                          |  |
|                                                                                   |                                       | Maria Elisabeth von Waldstein              | Georg Christian von Waldstein                          |  |  |       |  |  |                                      |  |  |                                          |  |
|                                                                                   |                                       | Maria Elisabeth von Waldstein              | Elisabeth von Ulfeldt                                  |  |  |       |  |  |                                      |  |  |                                          |  |
|                                                                                   |                                       | Maria Elisabeth von Waldstein              |                                                        |  |  |       |  |  |                                      |  |  |                                          |  |